# Carl Otto Graebe
Carl Otto Graebe (* 5. Juni 1751 in Rinteln; † 13. Dezember 1821 ebenda) war ein deutscher Jurist. 

## Familie
Seine Eltern waren der Regierungsrat Carl Graebe und Catharine Christine, eine Tochter von Philipp Otto Vietor mit dessen erster Frau. 
Am 15. Januar 1788 heiratete er Frederike Henriette Sophie Dangers (1776–1794), die Tochter des Amtsverwalters Friedrich Adam Dangers (1739–1791) und Schwester des späteren Rintelner Medizinprofessors Christian Wilhelm Dangers (1770–1806). Ihr Sohn, Philipp Wilhelm Leopold Graebe, wurde Amts-Aktuar in Kassel.

## Leben
Carl Otto Graebe wurde vom Pageninformator Eskuchen unterrichtet, besuchte die Stadtschule und studierte an der Universität Rinteln Sprachen, Philosophie, Mathematik und Geschichte, um sich dann der Jurisprudenz zuzuwenden. Nach der juristischen Prüfung im Oktober 1772 setzte er sein Studium hier fort, bis er 1774 Hofrat Feder aus Exten für ein Jahr an die Universität Göttingen begleitete. Unter dem Vorsitz von Carl Wilhelm Wippermann wurde er im Dezember 1775 in Rinteln zum Doktor der Rechte promoviert. 
Als Nachfolger von Hermann Nikolaus Funck wurde er im Juni 1776 zum ersten Professor der Rechte am Steinfurter Gymnasium Illustre Arnoldinum ernannt. Ein Jahr später wurde er Prorektor. Hier entstanden mehrere Veröffentlichungen zum deutschen Staatsrecht. 
Im Oktober 1783 nahm er, als Nachfolger von Friedrich Adolf van der Marck, die Berufung an das Akademische Gymnasium in Lingen an. Nachdem er im August 1784 eine Reise in die Vereinigten Niederlande unternommen hatte, trat er im September sein Amt als Professor der Rechte an der Universität in Rinteln an. Dort veröffentlichte er eine Reihe weiterer Werke. Nebenamtlich war er auch in der staatlichen Verwaltung tätig. So wurde er 1805 Justizrat bei der Regierung der Grafschaft Schaumburg in Rinteln und 1808 Richter am Tribunal der ersten Instanz zu Rinteln im Weserdepartement. Nach der Schließung der Universität Rinteln arbeitet er als Regierungsrat in Rinteln.

## Werke (Auswahl)
- De origine torturae in Germania. 1785
- Über die Reformation der peinlichen Gesetze. 1784
- Kurze Darstellung der ungleichen Ehen. 1788
- Nachricht von der Eigenbehörigkeit und dem Meyerrechte. 1803